# Konjunkturausgleichsrücklage
Die Konjunkturausgleichsrücklage ist ein im Stabilitätsgesetz vorgesehenes Mittel der Konjunkturpolitik. Der Staat soll dabei im Sinne einer antizyklischen Wirtschaftspolitik in Zeiten der Hochkonjunktur erzielte Steuermehreinnahmen bei der Deutschen Bundesbank (§ 7 Abs. 1 StabG) solange stilllegen, bis eine rückläufige konjunkturelle Entwicklung eintritt und höhere Staatsausgaben zur Wiederbelebung der Wirtschaft notwendig sind.